# 오스트레일리언 테리어

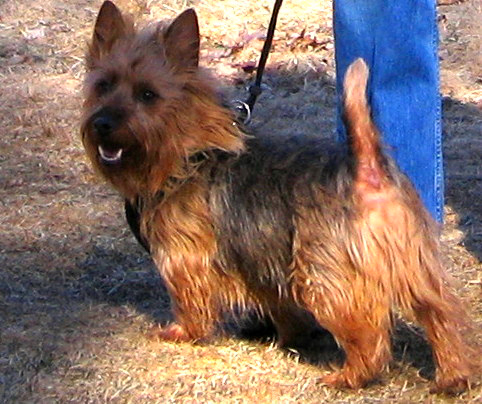

오스트레일리언 테리어(Australian Terrier)는 테리어견 종류의 작은 품종의 개이다. 이 품종은 오스트레일리아에서 개발되었지만 이 품종의 조상 유형은 그레이트브리튼섬 출신이었다.

## 모습
오스트레일리언 테리어는 짧은 다리를 가진 작은 개로, 무게는 약 6.5kg(14lb)이고 기갑까지의 높이는 약 25cm(9.8인치)이며, 일반적으로 손질되지 않는 중간 길이의 덥수룩하고 거친 이중 털을 가지고 있다. 주둥이, 아랫다리, 발의 털은 더 짧고 목 주위에는 주름이 있다. 코트 색상은 파란색 또는 은색과 황갈색이며 밝은 색상의 상투가 있으며 얼굴, 귀, 몸, 다리에 품종 표준에 "황갈색, 모래색 없음"으로 설명된 색상의 표시가 있거나 모래색 변형이 있는 단색 빨간색이다. 들판에서 일하고 사냥하는 동안 개를 척추 부상으로부터 보호하기 위해 꼬리는 전통적으로 단미되었다.

## 같이 보기
- 테리어견
- 오스트레일리안 실키 테리어
- 테리어견